# Фокстрот (филм)
„Фокстрот“ е български игрален филм (драма) от 1986 година на режисьора Чавдар Гагов, по сценарий на Любен Отов. Оператор е Теодор Янев.

## Сюжет
1936 година. Модният танц на годината е фокстротът. Това е време на относително демократично управление в страната и съблюдаване на конституцията, но и време на проникване в България на фашистката идеология. На полицейския агент Бакрачев, прикрит като директор на търговска кантора „Вега“, е поставена задачата да пресече пътя на българското участие в интернационалните бригади в Испания.

## Актьорски състав
- Стефан Мавродиев – Антикварят Бакрачев
- Росица Брадинова – Силвия
- Николай Колев – Доктор Венев
- Гриша Чернев – Фотографът
- Христо Симеонов – Брадатият
- Кирил Варийски – Певецът
- Стефан Илиев
- Красимир Вознесенски
- Валентин Ганев
- Десислава Стойчева
- Емилия Маленова
- Пенчо Михайлов
- Пенко Русев
- Максим Генчев
- Симеон Алексиев
- Георги Г. Георгиев